# Hongaarse Socialistische Arbeiderspartij
De Hongaarse Socialistische Arbeiderspartij (Hongaars: Magyar Szocialista Munkáspárt, MSzMP) werd op 12 juni 1948 opgericht onder de naam Hongaarse Werkerspartij (Magyar Dolgozók Pártja, MDP). De MDP kwam voort uit een fusie tussen de Hongaarse Communistische Partij en een restant van de ("gezuiverde") Sociaaldemocratische Partij. De MDP werd gepresenteerd als de partij waarin "alle proletarische krachten" verenigd waren. De sociaaldemocraat Árpád Szakasits werd tot president van de partij gekozen, een louter ceremoniële functie.

## Het Rákosi- en Nagy-tijdperk
Mátyás Rákosi, secretaris-generaal van de Hongaarse Communistische Partij, werd secretaris-generaal van de MDP. Rákosi, een stalinist, voerde een repressieve politiek. Na de economische crisis van 1953 en de dood van Stalin in dat jaar, brak een periode van behoedzame hervormingen aan onder de naam "Nieuwe Koers". Aanvankelijk wist Rákosi de hervormingen te sturen, maar vanaf 1955 kreeg de anti-stalinistische groep onder Imre Nagy, de premier, de overhand in de partij. De groep rond Nagy trachtte verregaande hervormingen door te voeren en het socialisme binnen de partij en in Hongarije een menselijk gezicht te geven. In april 1955 werd Nagy als premier afgezet en versterkten de hardliners hun macht in de regering en binnen het Politbureau van de partij zich. Desondanks wist Rákosi zich niet helemaal te herstellen als machthebber, de post van premier ging naar András Hegedüs. Rákosi bleef partijleider.
Het feit dat Chroesjtsjov tijdens het befaamde 20e partijcongres van de Communistische Partij van de Sovjet-Unie (CPSU) in 1956 bepaalde zaken van het stalinisme veroordeelde, luidde de val in van Rákosi. Op 18 juli 1956 trad Rákosi als partijleider af en werd hij vervangen door Ernő Gerő. Gerő voerde voorzichtige hervormingen door, maar deze werden door grote delen van de bevolking als onvoldoende gezien. Op 23 oktober 1956 begon de Hongaarse Opstand en werd Nagy opnieuw premier. Secretaris-generaal Gerő werd op 25 oktober vervangen door de liberaalgezinde János Kádár. Op 4 november 1956 vielen Sovjet-Russische troepen de hoofdstad Boedapest aan. Kádár was inmiddels overgelopen naar de Russen en werd voorzitter van de tegenregering van Szolnok. Kort daarna werd de Hongaarse Opstand gebroken en werd Kádár premier. Het feit dat Kádár de zijde der Russen had gekozen, was ongetwijfeld de reden dat hij de post van secretaris-generaal van de partij kon behouden.

## De periode Kádár
Op 31 oktober 1956 werd de Hongaarse Arbeiderspartij ontbonden en vervangen door een nieuwe communistische partij, de Hongaarse Socialistische Arbeiderspartij (Magyar Szocialista Munkáspárt). Kádár werd tot eerste secretaris van de MSzMP gekozen. Aanvankelijk koos Kádár voor een harde, dogmatisch marxistisch-leninistische lijn en veroordeelde hij de revolutie van '56 als een contrarevolutie. In het conflict tussen Moskou en Peking koos Kádár voor de eerste. Het feit dat de Russen zich in toenemende mate bezighielden met ontwikkelingen in China en daarna die in Tsjecho-Slowakije (1968), betekende dat Kádár zich vrijer kon bewegen en sinds de jaren 70 voerde hij koers gericht op de verbetering van de economische toestand in Hongarije. (In de jaren zeventig kende Hongarije de bestlopende economie van het Oostblok.) Kádár weigerde echter hervormingen binnen de MSzMP door te voeren.

## Hervormingen
In 1985 werd Kádár tot secretaris-generaal van de MSzMP gekozen. De macht van Kádár verzwakte echter sinds 1987, toen de perestrojka haar intrede deed binnen de MSzMP. In 1987 kregen prominente hervormingsgezinde communisten, zoals Károly Grósz en Károly Németh belangrijke functies toevertrouwd. Tijdens een partijcongres in 1988 werd Kádár van zijn functie als secretaris-generaal van de MSzMP ontheven. Károly Grósz werd tot secretaris-generaal van de partij gekozen. Kádár werd eveneens uit het leidinggevende Politbureau gezet en kreeg de ceremoniële titel "president van de MSzMP." In 1989 verloor Kádár ook die functie. De regering-Németh schafte in februari 1989, na rondetafelconferenties, de machtsmonopolie van de MSzMP af.

## De MSzMP opgeheven
Op 7 oktober 1989 werd de MSzMP ontbonden en vervangen door de Hongaarse Socialistische Partij (Magyar Szocialista Párt, MSzP).

## Organisatie
De opbouw van de MSzMP was gelijk aan die van andere communistische partijen. Formeel was het partijcongres de hoogste autoriteit. Het partijcongres kwam gewoonlijk één keer in de vijf jaar bijeen en koos het Centraal Comité (ook wel Centraal Leiderschap genaamd) bestaande uit 100 tot 110 leden. Het Centraal Comité bestuurde de partij tussen de partijcongressen in, maar in feite lag de macht binnen de MSzMP bij het Politiek Comité (vergelijkbaar met een Politbureau), waarvan János Kádár tussen 1956 en 1988 de voorzitter was. Het Politiek Comité bestond uit 8 tot 12 leden, waarvan één tevens de eerste secretaris (secretaris-generaal) van de MSzMP was (Kádár, later vanaf 1988 Károly Grósz). Het Secretariaat van de partij bestond uit de secretarissen van het Centraal Comité (Centraal Leiderschap) en organiseerde en leidde de congressen. De secretarissen van het Centraal Comité (dus het Secretariaat), waren tevens lid van het Politiek Comité.
Van 1956 tot 1957, de periode waarin de Hongaarse Opstand werd onderdrukt en János Kádár een regering vormde, bestond er (tijdelijk) geen Politiek Comité, maar werden de taken van de partij waargenomen door een Voorlopig Politiek Comité.
|  |  |                                      |                                      |                                      |                                      |                                      |                                      | Secretaris-Generaal                     |  |                 |                 |                 |                 |                 |                 |  |  |
|  |  |                                      |                                      |                                      |                                      |                                      |                                      |                                         |  |                 |                 |                 |                 |                 |                 |  |  |
|  |  |                                      |                                      |                                      |                                      |                                      |                                      | Politiek Comité van het Centraal Comité |  |                 |                 |                 |                 |                 |                 |  |  |
|  |  |                                      |                                      |                                      |                                      |                                      |                                      |                                         |  |                 |                 |                 |                 |                 |                 |  |  |
|  |  | Secretariaat van het Centraal Comité | Secretariaat van het Centraal Comité | Secretariaat van het Centraal Comité | Secretariaat van het Centraal Comité | Secretariaat van het Centraal Comité | Secretariaat van het Centraal Comité |                                         |  | Centraal Comité | Centraal Comité | Centraal Comité | Centraal Comité | Centraal Comité | Centraal Comité |  |  |
|  |  | Secretariaat van het Centraal Comité | Secretariaat van het Centraal Comité | Secretariaat van het Centraal Comité | Secretariaat van het Centraal Comité | Secretariaat van het Centraal Comité | Secretariaat van het Centraal Comité |                                         |  | Centraal Comité | Centraal Comité | Centraal Comité | Centraal Comité | Centraal Comité | Centraal Comité |  |  |
|  |  |                                      |                                      |                                      |                                      |                                      |                                      |                                         |  |                 |                 |                 |                 |                 |                 |  |  |
|  |  |                                      |                                      |                                      |                                      |                                      |                                      | Partijcongres                           |  |                 |                 |                 |                 |                 |                 |  |  |

## Verkiezingsresultaten
| Jaar                                               | % | Zetels    | +/- |
| -------------------------------------------------- | - | --------- | --- |
| Onderdeel van het MFN (1949-1954)/ HNF (1954-1989) |   |           |     |
| 1949                                               | - | 285 / 402 | 285 |
| 1953                                               | - | 206 / 298 | 79  |
| 1958                                               | - | 276 / 338 | 70  |
| 1963                                               | - | 252 / 298 | 24  |
| 1967                                               | - | 259 / 349 | 7   |
| 1971                                               | - | 224 / 352 | 35  |
| 1975                                               | - | 215 / 352 | 9   |
| 1980                                               | - | 252 / 352 | 37  |
| 1985                                               | - | 288 / 387 | 36  |
| Bron: IPU                                          |   |           |     |

## Partijleiders van de MDP resp. MSzMP
| #                        | Afbeelding | Naam                             | Functie                                                           | Termijn                                                                                         | Partij                          |
| ------------------------ | ---------- | -------------------------------- | ----------------------------------------------------------------- | ----------------------------------------------------------------------------------------------- | ------------------------------- |
| 1.                       |            | Mátyás Rákosi                    | Secretaris-Generaal Eerste secretaris                             | 22 februari 1945 - 18 juli 1956 als secretaris-generaal 1945-1953 als voorzitter 1953-1956      | MKP (1945-1948) MDP (1948-1956) |
| —                        |            | Árpád Szakasits                  | Voorzitter                                                        | 12 juni 1948 - 24 april 1950                                                                    | MDP                             |
| —                        |            | Lajos Acz (wnd.) Béla Veg (wnd.) | Secretarissen van het Centraal Comité                             | 28 juni 1953 - 31 oktober 1953 Waarnemend voor Rákosi                                           | MDP                             |
| 2.                       |            | Ernö Gerő                        | Eerste secretaris                                                 | 18 juli 1956 - 25 oktober 1956                                                                  | MDP                             |
| 3.                       |            | János Kádár                      | Eerste secretaris Secretaris-Generaal                             | 25 oktober 1956 - 22 mei 1988 als eerste secretaris 1956-1985 als secretaris-generaal 1985-1988 | MDP (1956) MSzMP (1956-1988)    |
| 4.                       |            | Károly Grósz                     | Secretaris-Generaal                                               | 22 mei 1988 - 7 oktober 1989 Sinds 26 juni 1989 ondergeschikt aan Rezső Nyers                   | MSzMP                           |
| 5.                       |            | Rezső Nyers                      | Voorzitter van het Presidium van het Politieke Uitvoerende Comité | 26 juni 1989 - 7 oktober 1989                                                                   | MSzMP                           |
| Bron: Worldstatesmen.org |            |                                  |                                                                   |                                                                                                 |                                 |

## Partijprominenten
- János Kádár (o.a. partijsecretaris 1956-1988)
- Pál Maléter (Hongaars generaal, terechtgesteld in 1958)
- Károly Németh (o.a. premier van Hongarije 1988-1989)
- Árpád Szakasits (president van de MDP, president van Hongarije)
- Brunó Straub (president van Hongarije 1988-1989)
- Sándor Rónai (president van Hongarije 1950-1952)
- László Rajk (eerste chef van de geheime politie, terechtgesteld in 1949)
- Imre Nagy (premier van 1953-1955, premier tijdens de Hongaarse Opstand in 1956)
- Pál Demény (partijlid, zat van 1946 tot 1956 vast)
- Gábor Péter (chef van de gevreesde ÁVO en ÁVH geheime diensten tot 1952)
- Antal Apró (partijlid)
- Mihály Farkas (generaal, minister van Defensie en chef militaire inlichtingendienst 1948-1953)
- Pál Losonczi (president van Hongarije 1967-1987)

## Verwijzingen
Partijcongres · Centraal Comité · Secretariaat · Politiek Comité · Partijleider